# Restaurant Miramar
El Restaurant Miramar és un restaurant destacat de Cambrils, a la Costa Daurada, situat al número 30 del Passeig Miramar, prop de la Torre del Port. Està especialitzat en la cuina marinera, sobretot la cuina de mercat i la cuina mediterrània amb productes de proximitat.
L'establiment va obrir portes l'any 1957 a càrrec de la mare i avis de l'actual propietari, Joan Gómez Colom. És present a la guia Repsol i la guia Michelin. Entre els anys 2011 i 2012 el propietari actual i la seva dona van decidir fer una aposta de renovació tancant l'hotel primigeni i fent diferents reformes amb una decoració moderna però mantenint el rústic amb pedra vista. Així mateix van incorporar personal del Restaurant Can Gatell quan aquest va tancar portes després de la jubilació dels propietaris l'any 2011. Va passar a donar cabuda a 60 comensals, i a 80 el 2019. El 2017 van celebrar el 60 aniversari amb diversos actes que es van iniciar amb un dinar per amics de l'establiment.